# La Ciénega, Guanajuato
La Ciénega är en ort i Mexiko.   Den ligger i kommunen San José Iturbide och delstaten Guanajuato, i den centrala delen av landet, 220 km nordväst om huvudstaden Mexico City. La Ciénega ligger 2 133 meter över havet och antalet invånare är 694.
Terrängen runt La Ciénega är platt åt nordväst, men åt sydost är den kuperad. Runt La Ciénega är det ganska tätbefolkat, med 62 invånare per kvadratkilometer. Närmaste större samhälle är San José Iturbide, 7,4 km sydväst om La Ciénega. I omgivningarna runt La Ciénega växer huvudsakligen savannskog.